# Каверляны
Каверля́ны (бел. Кавярляны, пол. Kawerlany) — деревня в Демидовичском сельсовете Дзержинского района Минской области Белоруссии.

## География
- Расположен данный населённый пункт на расстоянии 28 км от города Дзержинска, 31 км от нулевого километра города Минска (18 км до МКАД), в 11 км от железнодорожной станции Фаниполь.
- Данная деревня имеет три улицы: Центральная, Новая, Полевая. Деревня со старенькими домиками (19 дворов). На улице Новой и Полевой, ведётся активная застройка, часть домов уже построены и заселены на 2022г. Есть старинные большие ивы, лес, луг, поле, ручеек заросший лозой.

## История
- До 1917 года — данная деревня была также имением Каверляны Новосёлковской волости Минского уезда Минской губернии[2].
- До 1742 года — имением владеют Крупские[3]. После 1742 года — владельцы имения Арцишевские.
- До 1772 года — имение Каверляны в составе Великого княжества Литовского Речи Посполитой.
- В 1784 г. - фольварок Каверляны в Российской империи[4]
- С 1841 года — имение в собственности Нелюбовичей[5].
- В 1944-1956 годах - административно в Сталинском сельсовете и сельскохозяйственном колхозе (артели) "Профинтерн"[6]
- С 1863 г. первые выходные июля в Каверлянах отмечают день деревни.
- В советское время повелась традиция провожать лето, как правило это было в конце августа, третьи выходные августа. Луди собирались, приносили угощения.

## Население
- В начале XX века деревня Каверляны имела 21 двор с 164 жителями, поместье Кавярляны — 1 двор с 46 жителями.
- В 1991 году — 38 дворов с 68 жителями.
- 1 января 2004 года — 19 дворов с 35 жителями.

| Численность населения (по годам) | Численность населения (по годам) | Численность населения (по годам) | Численность населения (по годам) | Численность населения (по годам) | Численность населения (по годам) | Численность населения (по годам) | Численность населения (по годам) |
| 1800                             | 1897                             | 1917                             | 1926                             | 1960                             | 1991                             | 1999                             | 2004                             |
| -------------------------------- | -------------------------------- | -------------------------------- | -------------------------------- | -------------------------------- | -------------------------------- | -------------------------------- | -------------------------------- |
| 54                               | ↗ 112                            | ↗ 124                            | ↘ 116                            | ↗ 202                            | ↘ 86                             | ↘ 47                             | ↘ 35                             |
| 2010                             | 2017                             | 2018                             | 2021                             | 2022                             | 2024                             |                                  |                                  |
| ↘ 29                             | ↘ 28                             | ↘ 24                             | ↗ 30                             | ↗ 43                             | ↗ 65                             |                                  |                                  |

## Памятные места
Памятник на братской могиле советских воинов, погибших в Великую Отечественную войну (86 человек).